# Jan Józef Lipski
Jan Józef Lipski (ur. 25 maja 1926 w Warszawie, zm. 10 września 1991 w Krakowie) – polski publicysta, krytyk i historyk literatury. Działacz opozycji demokratycznej w okresie PRL; odznaczony Orderem Orła Białego.
Współzałożyciel Komitetu Obrony Robotników i Komitetu Samoobrony Społecznej „KOR”. Członek zarządu Regionu NSZZ „Solidarność” Mazowsze. Działacz socjalistyczny, przewodniczący Polskiej Partii Socjalistycznej. Wieloletni przewodniczący pozostającej w podziemiu wolnomularskiej loży Kopernik. Senator I kadencji z ramienia Komitetu Obywatelskiego „Solidarność”.

## Życiorys

### II wojna światowa
Latem 1939 ukończył Szkołę Powszechną nr 13 w Warszawie przy ul. Raszyńskiej 22a i zdał egzaminy do Gimnazjum im. Stanisława Staszica. Mieszkał wraz z rodzicami przy ul. Filtrowej 69. Przed wojną, jako uczeń należał do Związku Harcerstwa Polskiego. W trakcie okupacji uczył się na tajnych kompletach Gimnazjum i Liceum im. Stanisława Staszica w Warszawie. Od 1942 był członkiem Szarych Szeregów Hufiec Mokotów w drużynie Andrzeja Makulskiego Małego Jędrka. Rodzina Lipskich w tym czasie ukrywała grupę osób pochodzenia żydowskiego: Olę Zweibaum, Zofię Lewinówną, Rachelę Kohan i Władysława Kohana. Po roku pobytu Lipscy, ostrzeżeni przez sąsiada o planowanym najściu Niemców, znaleźli dla ukrywanych inne mieszkanie w Milanówku. Siostra Jana Józefa, Zofia Celińska, została odznaczona w 2001 medalem Sprawiedliwy wśród Narodów Świata.
Uczestniczył w działaniach małego sabotażu w ramach akcji Wawer. W lutym 1943 przeszedł do II plutonu 1 kompanii batalionu Baszta Armii Krajowej (przyjął pseudonim Grabie pochodzący od szlacheckiego herbu rodzinnego). Wraz z nim w plutonie służyli m.in. Adam Stanowski i Jerzy Kłoczowski (późniejszy dowódca plutonu). W stopniu starszego strzelca brał udział w kompanii B1 pułku Baszta w powstaniu warszawskim, na Mokotowie. Do powstania wyruszył z mieszkania przy ul. Odyńca 23a, brał udział w ataku na tzw. Basy (budynek Szkoły Rękodzielnej przy ul. Narbutta róg Kazimierzowskiej, broniony przez oddział SS liczący ok. 300–400 żołnierzy. 6 sierpnia wziął udział w odpieraniu ataku czołgu na ul. Stachiewicza, zaś w nocy z 24 na 25 września w natarciu na Królikarnię. 25 września walczył ze swoim plutonem w rejonie Szpitala Sióstr Elżbietanek przy ul. Goszczyńskiego, gdzie został ranny w rękę od wybuchu granatu ręcznego (granat strzaskał mu lewą rękę, co spowodowało trwałe inwalidztwo). Za bohaterstwo w walce został później odznaczony Krzyżem Walecznych. Po upadku Mokotowa usiłował przedostać się kanałami do Śródmieścia. Wyszedł z kanałów z grupą powstańców przy ul. Belgijskiej, gdzie dostał się do niewoli. Uciekł z transportu do obozu w Pruszkowie. Początkowo przebywał w szpitalu w Łowiczu, następnie w rodzinnym domu matki w Wyszogrodzie.

### Działalność w latach 40. i 50.
We wrześniu 1945 Jan Józef Lipski powrócił do Warszawy. W 1946 zdał maturę w żeńskim Liceum im. Juliusza Słowackiego w Warszawie, następnie podjął studia na Wydziale Polonistyki Uniwersytetu Warszawskiego. W trakcie studiów w 1948 był współzałożycielem klubu samokształceniowego nazwanego Klubem Neopickwickistów. W tym okresie publikował pierwsze artykuły w „Nowinach Literackich”, „Odrodzeniu” i „Twórczości”, pisząc noty i recenzje. Jako żołnierz AK był kontrolowany przez funkcjonariuszy Urzędu Bezpieczeństwa w 1948, 1951 i w 1955. W trakcie studiów pracował zarobkowo. Od 1946 do 1949 był zatrudniony jako bibliotekarz w II Miejskim Gimnazjum Mechanicznym, zaś od 1949 do 1950 jako redaktor w Słowniku wyrazów bliskoznacznych, opracowywanym w wydawnictwie Czytelnik. W latach 1950–1952 był członkiem zespołu przygotowującego w Instytucie Badań Literackich Słownik pojęć teoretycznoliterackich. Od 1950 wraz z Czesławem Czapowem, Stanisławem Manturzewskim i Adamem Podgóreckim uczestniczył w niejawnej inicjatywie samokształceniowej, w ramach której zajmowano się niezależną myślą socjalistyczną. We wrześniu 1953 zatrzymano innego z uczestników Jerzego Prokopiuka, następnie przesłuchano 27 uczestników, w tym Jana Józefa Lipskiego. Spowodowało to zaprzestanie funkcjonowania całej inicjatywy.
W 1953 otrzymał magisterium na podstawie rozprawy zatytułowanej Ekspresjonizm w twórczości Tadeusza Micińskiego. Rok wcześniej zaczął pracę w Państwowym Instytucie Wydawniczym, początkowo jako redaktor, zaś od 1955 jako kierownik Redakcji Klasyków Literatury Polskiej Okresu po 1863 Roku. Zainicjował pierwsze powojenne wydanie Ferdydurke Witolda Gombrowicza, które ukazało się w 1957, oraz prace nad wydaniem dzieł Witkacego (rozpoczęte w 1956 i uwieńczone edycją Dramatów w 1962).
Pod koniec 1955 Jan Józef Lipski został członkiem Klubu Krzywego Koła (z legitymacją nr 65). Na przełomie 1955 i 1956 zaczął współpracować z tygodnikiem „Po prostu”, najprawdopodobniej w 1956 został członkiem redakcji pisma, a przez około pół roku kierował w nim działem kulturalnym (chociaż jego nazwisko nie było wymienione w stopce redakcyjnej. Jesienią 1956 domagał się na łamach „Po Prostu” (w napisanym razem z Jerzym Płudowskim artykule Wybory w perspektywie demokracji socjalistycznej) i na forum KKK poszerzenia list kandydatów w wyborach do Sejmu PRL w ramach tzw. Frontu Październikowego, jednak formułowana przez niego propozycja demokratyzacji procesu wyborczego nie została podjęta przez władze PRL. Na przełomie 1956/1957 aktywnie uczestniczył w dyskusji nad dalszym kształtem działalności Klubu Krzywego Koła, jako członek środowiska tzw. młodych, które postulowało większą otwartość w dyskusjach na tematy polityczne, kulturalne i społeczne. Jako jeden z liderów tej grupy został w dniu 10 lutego 1957 prezesem (właściwie przewodniczącym) KKK i pełnił tę funkcję do lutego 1958. Dzięki swoim kontaktom z szerokimi kręgami warszawskiej inteligencji udało mu się zażegnać kryzys związany z odejściem grupy założycieli KKK i zachęcić do działalności klubowej wielu nowych członków. Nieprzerwanie do końca działalności klubu był członkiem jego zarządu (1958–1959 – wiceprzewodniczący, 1959–1960 i 1960–1961 – członek zarządu, 1961–1962 – sekretarz zarządu)).
W 1957 nawiązał korespondencję z Jerzym Giedroyciem, wydawcą paryskiej „Kultury”. Korespondencja ta była częściowo śledzona przez funkcjonariuszy Służby Bezpieczeństwa, co stanowiło podstawę prowadzenia przez nich od października 1957 sprawy agenturalnego sprawdzenia pod kryptonimem Redaktor. M.in. od listopada 1957 do marca 1958 jego telefon domowy był na podsłuchu. Działania te zostały w 1959 przekwalifikowane na sprawę operacyjną na osobę będącą w kontakcie z wrogimi ośrodkami emigracyjnymi. Od tej pory Jan Józef Lipski był stale inwigilowany przez funkcjonariuszy SB.
We wrześniu 1959 na zebraniu grupy literackiej „Przedmieście” wygłosił odczyt o faszystowskich korzeniach Stowarzyszenia „PAX”. Podobny odczyt o ONR Falanga i Bolesławie Piaseckim, planowany w KKK na 29 października 1959, został odwołany pod presją władz. W listopadzie 1959 Jan Józef Lipski stracił pracę w Państwowym Instytucie Wydawniczym.

### Działalność w latach 60.
Od 1960 do 1961 był kierownikiem działu kulturalnego pisma „Gromada – Rolnik Polski” W 1960 został członkiem Związku Literatów Polskich. Od 1 czerwca 1961 był pracownikiem Instytutu Badań Literackich, był wydawcą dzieł Benedykta Chmielowskiego, Gabrieli Zapolskiej i Jana Kasprowicza.
Był postacią potrafiącą zgromadzić razem liczne środowiska warszawskiej inteligencji, organizowane przez niego urodziny doczekały się opisu w satyrze Janusza Szpotańskiego Cisi i gęgacze, czyli bal u prezydenta (prezydentem był sam Jan Józef Lipski). Te znajomości potrafił wykorzystać dla działalności niezależnej od władz. Organizował wsparcie dla osób aresztowanych i sądzonych za działalność opozycyjną, angażując do tego ludzi kultury, co miało stanowić formę nacisku opinii publicznej. Przykładowo w trakcie procesu Anny Szarzyńskiej-Rewskiej, sądzonej za współpracę z paryską „Kulturą”, zaprosił na rozprawę przed Sądem Najwyższym m.in. Tadeusza Kotarbińskiego, Władysława Tatarkiewicza i Jana Parandowskiego.
Z inicjatywy Jana Wolskiego i Stefana Zbrożyny, 19 lutego 1961 przystąpił do wolnomularskiej loży Kopernik. Od 1962 do 1981 oraz od 1986 do 1988 pełnił w niej funkcję przewodniczącego (tzw. Czcigodnego).
W 1964 organizował podpisanie przez intelektualistów Listu 34, listu otwartego skierowanego do ówczesnego premiera Józefa Cyrankiewicza, a dotyczącego ograniczenia przydziału papieru na druk książek i czasopism oraz zaostrzenia cenzury prasowej. 21 marca wszczęto przeciwko niemu dochodzenie, zaś 23 marca dokonano w jego domu przeszukania i zatrzymano na 48 godzin. Ponadto objęto zakazem publikacji, co zostało złagodzone po pewnym czasie, jednak ograniczając możliwości publikowania tylko do prasy specjalistycznej Zakaz ten ponawiano jeszcze kilkakrotnie, m.in. uniemożliwiono wydanie zbioru jego szkiców krytycznoliterackich.
W 1965 uzyskał stopień naukowy doktora, ogłaszając rozprawę zatytułowaną Twórczość Jana Kasprowicza w latach 1878–1891, przygotowaną pod kierunkiem Kazimierza Wyki. Drugi tom monografii Twórczość Jana Kasprowicza w latach 1891–1906 był podstawą habilitacji przyznanej 30 października 1975 przez Radę Naukową Instytutu Badań Literackich PAN. Habilitacja została jednak wstrzymana przez Centralną Komisję Kwalifikacyjną przy prezesie Rady Ministrów PRL. Zatwierdzono ją dopiero w 1981.
Od połowy lat 60. przy pomocy Jana Olszewskiego organizował środowiskową kasę pomocy dla represjonowanych opozycjonistów oraz ich rodzin. Pierwszą znaczącą kwotą na potrzeby takiej akcji przekazał w 1965 Melchior Wańkowicz, zaś od 1968 Jan Józef Lipski otrzymywał wsparcie na ten cel ze strony Duszpasterstwa Miłosierdzia.
Po usunięciu w 1968 z Uniwersytetu Warszawskiego studentów Adama Michnika i Henryka Szlajfera, 2 marca wraz z Pawłem Jasienicą, Antonim Słonimskim, Jerzym Andrzejewskim, Mieczysławem Jastrunem, Jackiem Bocheńskim, Tadeuszem Konwickim i Melchiorem Wańkowiczem skierował do rektora uniwersytetu list w ich obronie.

### Działalność w latach 70.
Na początku 1974 na wniosek Jana Olszewskiego wraz ze Zbigniewem Herbertem, Edwardem Lipińskim, Władysławem Bartoszewskim, Antonim Słonimskim i Marią Ossowską występował do Rady Państwa PRL o ułaskawienie opozycjonistów skazanych w procesie organizacji Ruch. W grudniu 1975 był jednym z inicjatorów Listu 59 – protestu intelektualistów przeciw zmianom w Konstytucji PRL, zwłaszcza wpisaniu do niej kierowniczej roli PZPR i wieczystego sojuszu z ZSRR. Jan Józef Lipski współpracował również z Polskim Porozumieniem Niepodległościowym.
W 1976 zaangażował się w akcję pomocy robotnikom represjonowanym za udział w wydarzeniach z czerwca tego samego roku. Organizował pomoc finansową, uczestniczył jako obserwator w procesie sądzonych robotników z Ursusa. We wrześniu był jednym ze współzałożycieli Komitetu Obrony Robotników. Jak wspominał Piotr Naimski, wśród działaczy opozycyjnych były różne opinie co do koncepcji działań:

...my dwaj, Antek [Antoni Macierewicz] i ja, powiedzieliśmy Janowi Józefowi [Lipskiemu] i [Jackowi] Kuroniowi, że już podjęliśmy decyzję o ogłoszeniu powstania Komitetu Obrony Robotników we trójkę z [Wojciechem] Onyszkiewiczem i że przyszliśmy ich o tym powiadomić. Na to Jan Józef – pamiętam to jak dzisiaj – spojrzał nas i mówi: to jest głupie wariactwo, ale zrobię to razem z wami. Na co Kuroń: no to nie ma wyjścia, ja się też podpisuję. Wtedy Jan Józef powiedział, że dysponuje podpisem prof. [Edwarda] Lipińskiego, który po nieudanym spotkaniu u siebie wyjechał do Stanów, zostawiając Janowi Józefowi upoważnienie do działania w swoim imieniu. Zatem było nas pięciu, bo w tym momencie powiedzieliśmy, że wycofujemy Onyszkiewicza, zgodnie z zasadą, że ktoś musi zostać dla zachowania kontynuacji działań praktycznych.

Jan Józef Lipski zajmował się organizacją pomocy dla represjonowanych robotników z Radomia i Ursusa, był nieformalnym skarbnikiem KOR-u, wszedł w skład tzw. Funduszu Samoobrony Społecznej powołanego w maju 1977 dla koordynacji pomocy finansowej represjonowanym. Został aresztowany 19 maja 1977 w grupie jedenastu członków i współpracowników KOR i osadzony w więzieniu mokotowskim. Od 28 do 31 maja 1978 podjął głodówkę w geście solidarności z uczestnikami głodówki w kościele św. Marcina. Zwolniony ze względu na stan zdrowia po interwencji biskupów i prezesa Związku Literatów Polskich Jarosława Iwaszkiewicza w dniu 8 czerwca 1977. W lipcu 1977 napisał list z prośbą o interwencję w obronie więzionych, wręczony 12 lipca 1977 Kurtowi Waldheimowi, w czasie jego wizyty w Polsce.
Po przekształceniu KOR-u w KSS „KOR” jesienią 1977 pozostał jego członkiem, w dalszym ciągu wchodził też w skład jego agendy – Funduszu Samoobrony Społecznej (dalej pełniąc nieformalną funkcję skarbnika) oraz tzw. komisji redakcyjnej, uprawnionej do formułowania w imieniu KSS „KOR” oświadczeń w sprawie represji. W styczniu 1978 został jednym z założycieli niezależnego Towarzystwa Kursów Naukowych, mającego na celu krzewienie nieocenzurowanej wiedzy. W TKN wchodził w skład pięcioosobowej Rady Kasy Pomocy Naukowej, która zajmowała się udzielaniem wsparcia młodym naukowcom pozbawionym możliwości pracy badawczej z przyczyn politycznych.
W styczniu 1978 ciężko chory na serce wyjechał na operację do Londynu, gdzie nawiązał kontakty z przywódcami emigracji niepodległościowej m.in. Prezydentem RP na uchodźstwie Edwardem Raczyńskim i przywódczynią emigracyjnej PPS Lidią Ciołkoszową.
W październiku 1979 był rzecznikiem uczestników głodówki w kościele Świętego Krzyża w Warszawie, w maju 1980 pełnił tę samą funkcję dla uczestników głodówki w kościele św. Krzysztofa w Podkowie Leśnej.

### Działalność w latach 1980–1987
We wrześniu 1980 przystąpił do Niezależnego Samorządnego Związku Zawodowego „Solidarność”, organizował struktury związku w IBL PAN. W 1981 wydał głośną książkę-esej Dwie ojczyzny – dwa patriotyzmy. Uwagi o megalomanii i ksenofobii narodowej Polaków (ukazała się nakładem Niezależnej Oficyny Wydawniczej NOWA, w nr 10/1981 paryskiej „Kultury” oraz w tłumaczeniu na niemiecki w „Frankfurter Allgemeine Zeitung”).
Przez Krajową Komisję Porozumiewawczą NSZZ „Solidarność” został delegowany do prac w Sejmie PRL nad nową ustawą o cenzurze, był także przewodniczącym związkowej delegacji do rozmów z rządem w przedmiocie cenzury. Był delegatem na I Walne Zebranie Delegatów NSZZ „Solidarność” Regionu Mazowsze odbywające się w czerwcu 1981 i został wówczas wybrany w skład zarządu Regionu NSZZ „S” Mazowsze. Był także delegatem na I Krajowy Zjazd Delegatów w Gdańsku, na którym uczestniczył w przygotowaniu deklaracji programowej w sprawie kultury narodowej. W listopadzie 1981 należał wraz ze Zbigniewem Bujakiem, Jackiem Kuroniem, Adamem Michnikiem i innymi do Klubów Rzeczpospolitej Samorządnej Wolność-Sprawiedliwość-Niepodległość, które miały grupować solidarnościową lewicę. W grudniu 1981 uczestniczył w II Walnym Zebraniu Delegatów NSZZ „Solidarność” Regionu Mazowsze.
Po wprowadzeniu stanu wojennego udał się po południu 14 grudnia do Zakładów Mechanicznych Ursus, aby uczestniczyć w zorganizowanym tam strajku. Po jego spacyfikowaniu w tym samym dniu został zatrzymany i oskarżony o kierowanie protestem, a następnie tymczasowo aresztowany. Umieszczono go w szpitalu więziennym w związku z chorobą serca. 6 stycznia 1982 został przewieziony na rozprawę uczestników strajku. W związku z treścią orzeczenia lekarskiego o stanie zdrowia 15 stycznia 1982 jego sprawę wyłączono do odrębnego postępowania i uchylono mu tymczasowe aresztowanie. Od 19 marca 1982 przebywał jednak pod nadzorem funkcjonariuszy SB w szpitalu w Aninie. W marcu 1982 został zwolniony z pracy w Instytucie Badań Literackich. W maju tego samego roku uzyskał zgodę na wyjazd na leczenie za granicą i 28 maja 1982 wyjechał z żoną do Londynu.
W trakcie rekonwalescencji napisał monografię Komitetu Obrony Robotników, opublikowaną przez wydawnictwo Aneks. 15 września 1982 powrócił do kraju. W post scriptum monografii, którą oddał do druku przed wyjazdem, napisał:

Jutro autor tej książki wraca z Londynu do Warszawy. Junta generała Jaruzelskiego zapowiedziała proces KOR-u. Chcę mieć zaszczyt znalezienia się na ławie oskarżonych z przyjaciółmi, których towarzyszem walki o lepszą Polskę byłem przez te kilka lat. Chcę wziąć udział w ostatnim rozdziale historii KOR-u, tak jak uczestniczyłem we wszystkich innych po kolei, od początku.

Następnego dnia po powrocie został zatrzymany, następnie tymczasowo aresztowany, przetrzymywany był w szpitalu więziennym i szpitalu w Aninie, został zwolniony w listopadzie tego samego roku. Planowano włączenie go do przygotowywanego procesu liderów KOR-u, ale w 1984 został wraz z dotychczas aresztowanymi objęty amnestią. W dalszym ciągu współpracował z podziemną „Solidarnością” i innymi organizacjami niepodległościowymi. W 1984 podpisał deklarację założycielską jawnego Komitetu Obywatelskiego Przeciw Przemocy, zainicjowanego wspólnie m.in. z Edwardem Lipińskim i Anielę Steinsbergową po śmierci księdza Jerzego Popiełuszki. W 1986 był współzałożycielem tworzonej na nowo przez Zbigniewa Romaszewskiego Komisji Interwencji i Praworządności NSZZ „Solidarność”, został członkiem tajnej komórki komisji – Polskiego Funduszu Praworządności. Od 1986 do 1987 był członkiem Rady Funduszu Ruchu Wolność i Pokój. 6 lipca 1987 został sygnatariuszem deklaracji Kręgu Przyjaciół Solidarności Polsko-Czechosłowackiej.

### Działalność w PPS i w Senacie

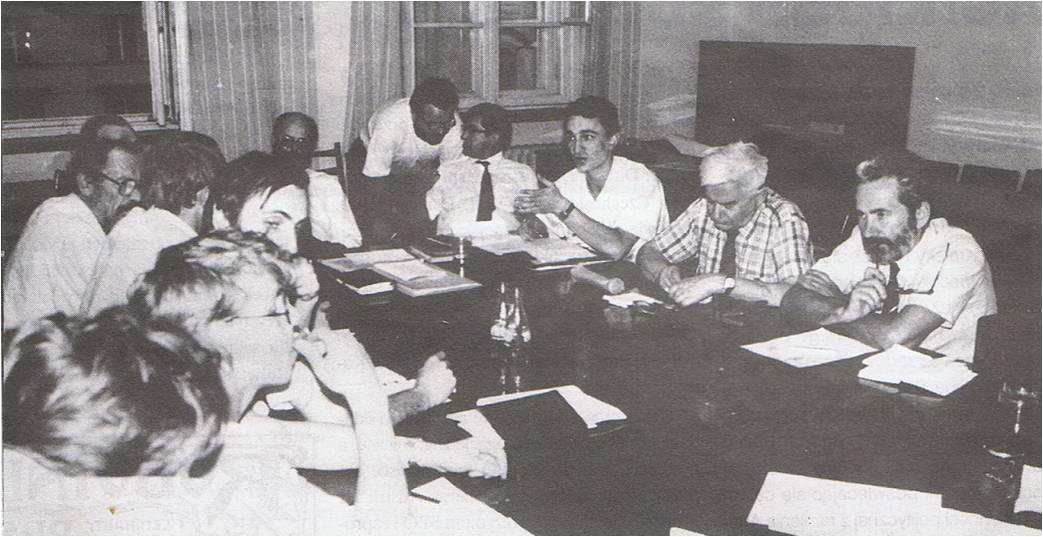
Obrady Komisji Kongresowej PPS w Warszawie 1990. Od prawej Andrzej Malanowski i Jan Józef Lipski. Po lewej Cezary Miżejewski i Tomasz Truskawa

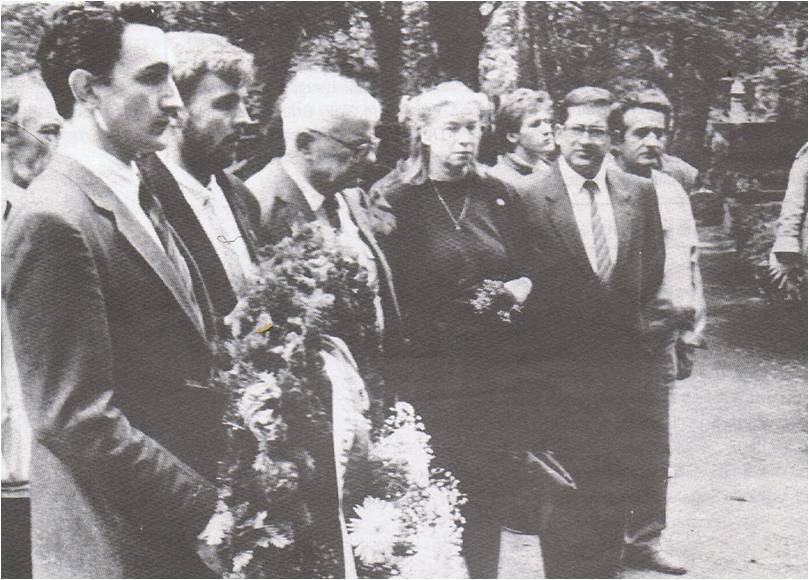
Działacze PPS składający kwiaty na grobie Kazimierza Pużaka 30 kwietnia 1990. Na zdjęciu: drugi od lewej Adrian Stankowski, następnie Grzegorz Ilka i Jan Józef Lipski

W listopadzie 1987 Jan Józef Lipski wziął udział w powołaniu w kraju Polskiej Partii Socjalistycznej, obejmując funkcję przewodniczącego Rady Naczelnej PPS. Wskutek sporu z bardziej radykalnymi działaczami PPS (m.in. Piotrem Ikonowiczem, Józefem Piniorem) wraz z kilkoma działaczami władz (m.in. Władysławem Goldfingerem-Kunickim) ustąpił w lutym 1988 z tego stanowiska. Radykalne metody walki sugerowane w tamtym czasie przez Piotra Ikonowicza uznał wręcz za inspirowane przez funkcjonariuszy SB, co okazało się nieprawdziwe. W czerwcu tego samego roku rozpoczął tworzenie własnych struktur, odrębnych od radykalnej grupy. W kwietniu 1989 w Podkowie Leśnej na I Kongresie PPS Jan Józef Lipski został wybrany na przewodniczącego jej Rady Naczelnej. Od grudnia 1988 był członkiem Komitetu Obywatelskiego przy przewodniczącym NSZZ „Solidarność” Lechu Wałęsie, co zostało zaaprobowane przez władze PPS. Władze PPS z dezaprobatą wypowiedziały się co do udziału w niedemokratycznych w pełni wyborach w czerwcu 1989, choć wyrażono zgodę na indywidualne kandydowanie członków tej organizacji.
Przed wyborami do Senatu w 1989 Jan Józef Lipski został przez Komitet Obywatelski wskazany jako kandydat z województwa radomskiego. Decyzja ta spotkała się ze sprzeciwem Komitetu Obywatelskiego Ziemi Radomskiej, w którym działało część lokalnych działaczy „Solidarności”, „Solidarności” Rolników Indywidualnych i radomskiego Klubu Inteligencji Katolickiej. 19 kwietnia 1989 na posiedzeniu nowo założonego, reprezentującego różne odłamy solidarnościowej opozycji Komitetu Obywatelskiego „Solidarność” Ziemi Radomskiej głosowano nad trzema kandydatami do Senatu na dwa miejsca: Jan Józef Lipski otrzymał 26 głosów, Stefan Bembiński – 20, a Jan Pająk (przewodniczący NSZZ Rolników Indywidualnych „Solidarność” Ziemia Radomska) – 19. Wynik tych „prawyborów” był w dalszym ciągu kontestowany przez niektórych działaczy radomskiego KO, a Jan Pająk zdecydował się na samodzielny start w wyborach ze wsparciem części lokalnego komitetu obywatelskiego i niektórych środowisk katolickich.
Ostatecznie Jan Józef Lipski został wybrany na senatora I kadencji z ramienia Komitetu Obywatelskiego w okręgu obejmującym województwo radomskie. W pierwszej turze wyborów z 4 czerwca 1989 otrzymał 115 330 głosów, co stanowiło 47,67% ważnych głosów w tym okręgu. Był jednym z ośmiu kandydatów KO do wyższej izby parlamentu, którzy nie uzyskali wówczas mandatu. Jan Pająk otrzymał natomiast 52 027 głosów, 21,50%) Prowadzenie kampanii przeciw Janowi Józefowi Lipskiemu zarzucano biskupowi diecezjalnemu radomskiemu Edwardowi Materskiemu, który np. 8 maja 1989 spotkał się z „katolickimi” kandydatami Komitetu Obywatelskiego do Sejmu i Senatu, przy czym zaprosił również Jana Pająka, a pominął Jana Józefa Lipskiego. Częściowo potwierdza tę informację list księdza Macieja Pachnika (kanclerza kurii radomskiej) oraz innych księży do „Gazety Wyborczej” z 1994, którego autorzy wyrazili przypuszczenie, że Jan Józef Lipski nie był w ocenie biskupa odpowiednim kandydatem na senatora. 18 czerwca 1989 w ponownym głosowaniu Jan Józef Lipski został wybrany do Senatu 115 475 głosami, wobec 44 328 głosów otrzymanych przez kontrkandydata. Z uwagi na zły stan zdrowia był jedynym senatorem, który nie złożył ślubowania na inauguracyjnym posiedzeniu Senatu (uczynił to w trakcie posiedzenia Zgromadzenia Narodowego 19 lipca 1989). Był członkiem Obywatelskiego Klubu Parlamentarnego, działał w Grupie Obrony Interesów Pracowniczych, zaś od 1990 w grupie Solidarności Pracy. Uczestniczył w pracach dwóch komisji senackich – jako wiceprzewodniczący Komisji Kultury, Środków Przekazu, Nauki i Edukacji oraz jako członek Komisji Praw Człowieka i Praworządności
W październiku 1990 na XXV Kongresie Polskiej Partii Socjalistycznej w Warszawie, łączącym wszystkie nurty krajowej PPS oraz emigracyjną PPS, został wybrany na przewodniczącego Rady Naczelnej zjednoczonej organizacji i stał na jej czele do śmierci. Honorową przewodniczącą została wówczas dożywotnio Lidia Ciołkoszowa.
Zmarł parę miesięcy przed końcem kadencji Senatu. Pochowany na Starych Powązkach w Warszawie (kwatera 86–6–4).

## Życie prywatne
Był synem Romana Lipskiego, inżyniera mechanika, pracującego jako nauczyciel i następnie jako dyrektor mechanicznych szkół zawodowych, oraz Anieli z domu Kobla. 3 września 1951 poślubił Marię Stabrowską, polonistkę. 1 stycznia 1953 urodził się ich syn Jan Tomasz, socjolog i publicysta, zaś 10 listopada 1955 córka Agnieszka, psycholog.
Był bratem Marii Dmochowskiej i Zofii Celińskiej, wujem Piotra Dmochowskiego-Lipskiego i Andrzeja Celińskiego oraz teściem Wojciecha Onyszkiewicza.

## Odznaczenia i wyróżnienia
Za czyny podczas powstania został odznaczony Krzyżem Walecznych. Wniosek w tej sprawie został złożony przez dowódcę drużyny Janusza Bielskiego Marka w październiku 1957. We wniosku zamieszczono następujące uzasadnienie: za całokształt działalności, za dzielną postawę w walkach na ul. Goszczyńskiego 25 września, za trwanie na posterunku w szopie dającej małą obronę pod silnym obstrzałem, gdzie został ranny; także za aktywny udział w patrolach. Wykaz odznaczonych został w 1957 zatwierdzony przez dowódcę pułku podpułkownika Stanisława Kamińskiego Daniela i skierowany do Londynu do weryfikacji.
8 grudnia 1969 otrzymał Krzyż Armii Krajowej, zaś 12 grudnia 1969 po raz czwarty został odznaczony Medalem Wojska. W 1976 otrzymał Nagrodę Fundacji Jurzykowskiego. W 1984 wyróżniony tytułem doktora honoris causa Université de Paris X.
W 1991 został pośmiertnie odznaczony Krzyżem Wielkim Orderu Odrodzenia Polski przez prezydenta Lecha Wałęsę. W 2006 wyróżniony pośmiertnie przez prezydenta Lecha Kaczyńskiego Orderem Orła Białego.

## Upamiętnienie

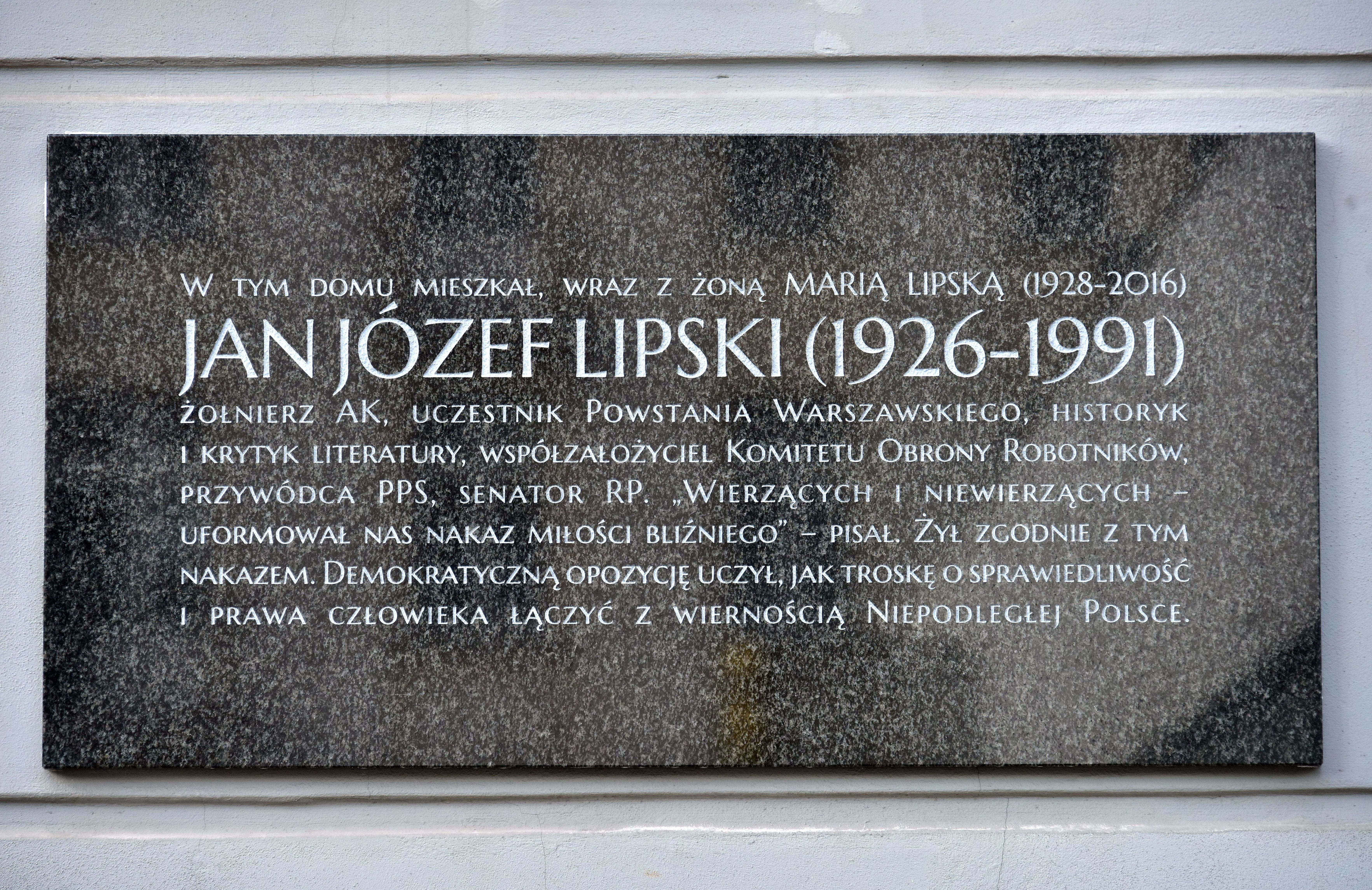
Tablica pamiątkowa przy ul. Konopczyńskiego 4a w Warszawie

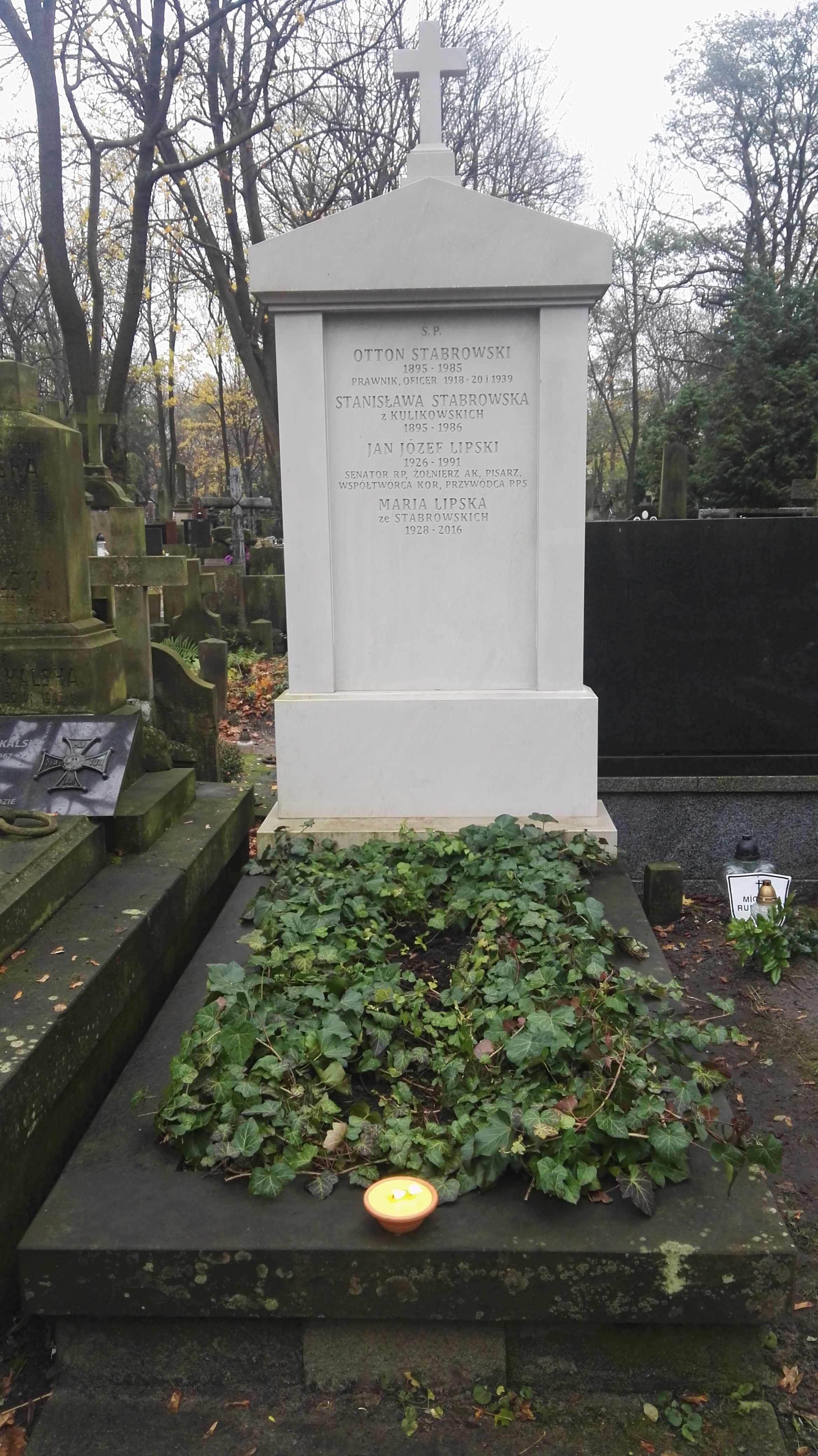
Grób Jana Józefa Lipskiego na cmentarzu Powązkowskim w Warszawie

Od 1995 organizowany jest Konkurs Prac Magisterskich im. Jana Józefa Lipskiego, którym zajmuje się stowarzyszenie Otwarta Rzeczpospolita. W 2000 Jacek Kuroń założył Uniwersytet Powszechny im. Jana Józefa Lipskiego w Teremiskach.
W 1999 imieniem Jana Józefa Lipskiego nazwano ulicę na warszawskim Mokotowie. Wniosek w tej sprawie w 1997 wnieśli parlamentarzyści Zofia Kuratowska, Zbigniew Romaszewski, Jacek Kuroń oraz Tadeusz Mazowiecki i Zbigniew Bujak. W 2016 został patronem ulicy w Radomiu.
Jego działalności poświęcono publikacje:
- Alina Brodzka (red.), Jan Józef: spotkania i spojrzenia. Książka o Janie Józefie Lipskim, PIW, Warszawa 1996;
- Jadwiga Kaczyńska, Jan Józef Lipski. Monografia bibliograficzna, IBL, Warszawa 2001;
- Łukasz Garbal, Dorota Szczerba, Archiwum domowe Jana Józefa Lipskiego. Próba opisu zasobu, Muzeum Literatury im. Adama Mickiewicza, Warszawa 2009[58];
- Konrad Rokicki (red.), Jan Józef Lipski z perspektywy XXI wieku, IPN, Warszawa 2012;
- Łukasz Garbal (oprac., wstęp), Listy 1957–1991. Jerzy Giedroyc, Jan Józef Lipski, „Kultura”, Instytut Dokumentacji i Studiów nad Literaturą Polską, Towarzystwo „Więź”, Paryż-Warszawa 2015;
- Łukasz Garbal, Prezydent opozycji. Krótka biografia Jana Józefa Lipskiego, IPN, Warszawa 2017;
- Łukasz Garbal, Jan Józef Lipski. Biografia źródłowa, t. 1–2, IPN, Muzeum Literatury im. Adama Mickiewicza, Warszawa 2018.

Janowi Józefowi Lipskiemu poświęcono również dwa filmy dokumentalne: Jan Józef Lipski (Telewizja Polska 1993) oraz Podsłuchane życie (Telewizja Polska 2009). Jego wypowiedzi znalazły się również w filmie dokumentalnym Marcela Łozińskiego 45–89 (Wytwórnia Filmów Dokumentalnych i Fabularnych 1990). W filmie fabularnym Roberta Glińskiego Zieja (2020) w postać Jana Józefa Lipskiego wcielił się Dariusz Kowalski.
W czerwcu 2018 na domu przy ul. Konopczyńskigo 4a w Warszawie, w którym mieszkał razem z żoną Marią, odsłonięto tablicę pamiątkową.

## Publikacje
- Twórczość Jana Kasprowicza, Państwowy Instytut Wydawniczy, Warszawa 1967;
- Warszawscy „pustelnicy” i „bywalscy”, Państwowy Instytut Wydawniczy, Warszawa 1973 (dwutomowa antologia felietonu prasowego);
- KOR. Komitet Obrony Robotników – Komitet samoobrony społecznej, Aneks, Londyn 1983; Niezależna Oficyna Wydawnicza, Warszawa 1983 (wydanie II poprawione); Wydawnictwo CDN, Warszawa 1983 (wydanie II krajowe); Aneks, Londyn 1984 (wydanie II); Gdańsk-Kraków: RKW Regiony 1984; Kraków 1984; Wydawnictwo Myśl, Warszawa 1987; „Wokół Nas” – „Głos Śląsko-Dąbrowski”, Gliwice 1988 (wydanie II krajowe); Instytut Pamięci Narodowej, Warszawa 2006; University of California Press, Berkeley 1985 (wyd. angielskie);
- Etos Komitetu Obrony Robotników, IV rozdział książki odrębnie wydawany; pierwotnie opublikowany w „Aneksie” nr 29/30 z 1983; następnie: Oficyna WE (Wydawnictwo Enklawa), Warszawa 1983; Oficyna WE (Wydawnictwo Enklawa), Warszawa 1985 (wydanie II); Wydawnictwo Solidarność Walcząca, Łódź 1986[64];
- Dwie ojczyzny – dwa patriotyzmy. Uwagi o megalomanii narodowej i ksenofobii Polaków; pierwotnie opublikowany w „Kulturze” nr 10/409 z 1981; następnie wydawane i przedrukowywane na początku lat 80., m.in.: Niezależna Oficyna Wydawnicza, Warszawa 1981; Resursa, Kraków, 1981; Wydawnictwo Świt, Wrocław 1981; Wydawnictwo CDN, Warszawa 1982; „Głos Śląsko-Dąbrowski”, Katowice 1984; Wydawnictwo Stop, Warszawa 1984[64]; wydane również w Berlinie w 1982;
- Dwie ojczyzny i inne szkice, Wydawnictwo Myśl, Warszawa 1985; zawiera: Od wydawcy; Życiorys; Dwie ojczyzny – dwa patriotyzmy; ONR Falanga a kultura; Kwestia żydowska; W rocznicę Powstania w Getcie; List do tygodnika „Der Spiegel” (sierpień 1983); Dwóch bandytów; Antoni Słonimski: Dwie ojczyzny (wiersz);
- Antysemityzm ONR Falangi, Wydawnictwo Myśl, Warszawa 1985;
- Totalizm i demokracja w oczach ONR Falangi, Wydawnictwo Most, Warszawa 1987;
- Szkice o poezji, Instytut Literacki, Paryż 1987;
- Tunika Nessosa. Szkice o literaturze i nacjonalizmie, PEN, Warszawa 1992;
- Katolickie Państwo Narodu Polskiego, Aneks, Londyn 1994;
- Powiedzieć sobie wszystko... Eseje o sąsiedztwie polsko-niemieckim (wydanie dwujęzyczne), Wydawnictwo Polsko-Niemieckie, Warszawa 1996;
- Słowa i myśli (t. 1: Szkice o poezji, t. 2: Szkice wybrane), Biblioteka Więzi, Warszawa 2009;
- Dzienniki 1954–1957, Biblioteka Więzi, Warszawa 2010[65].

Opracowywał również publikacje Stefana Żeromskiego, Juliana Tuwima, Jana Kasprowicza, Andrzeja Struga, Benedykta Chmielowskiego.